# IC 1519
IC 1519 — галактика типу E-S0 (еліптична спіральна галактика) у сузір'ї Пегас.
Цей об'єкт міститься в оригінальній редакції індексного каталогу.